# Élections au Ghana
Le Ghana est une république à régime présidentiel régie par la Constitution du Ghana de 1992. 
Quatre types d'élections ou de votes ont lieu dans le pays :
- Élection présidentielle
- Élections législatives
- Élections locales
- Référendum

La Commission électorale du Ghana contrôle l'organisation et la régularité de toutes les élections publiques du pays. Son indépendance est garantie par la Constitution du Ghana. 

## Règles générales
L'article 42 de la Constitution du Ghana de 1992 dispose que tout citoyen ghanéen de plus de 18 ans et saint d'esprit a le droit de voter et peut être enregistré en tant qu'électeur pour les élections publiques et référendums. L'article 49, dans son premier alinéa, atteste du droit de voter par bulletin secret. 

## Élection présidentielle

### Modalités de candidature
Pour se présenter à l'élection présidentielle ghanéenne, le candidat doit remplir trois conditions fixées par l'article 62 de la Constitution du Ghana : 
- avoir la citoyenneté ghanéenne à la naissance,
- être âgé de 40 ans ou plus au moment de l'élection,
- remplir les qualifications nécessaires pour être membre du Parlement du Ghana (impôts payés, pas reconnu incompétent, inéligibilité, criminel, trahison...) fixées à l'article 94.

### Modalités de scrutin
D'après l'article 63 de la Constitution du Ghana, le président du Ghana est élu au scrutin uninominal majoritaire à deux tours. Un candidat est élu lorsqu'il atteint plus de 50 % des suffrages exprimés. Ce score peut être atteint dès le premier tour. S'il n'est pas atteint, alors un deuxième tour avec les deux candidats ayant eu les deux meilleurs scores doit se dérouler dans les 21 jours suivant le premier tour de l'élection. L'élection se tient tous les 4 ans.   

### Historique
- Élection présidentielle ghanéenne de 1960
- Élection présidentielle ghanéenne de 1979
- Élection présidentielle ghanéenne de 1992
- Élection présidentielle ghanéenne de 1996
- Élection présidentielle ghanéenne de 2000
- Élection présidentielle ghanéenne de 2004
- Élection présidentielle ghanéenne de 2008
- Élection présidentielle ghanéenne de 2012
- Élection présidentielle ghanéenne de 2016
- Élection présidentielle ghanéenne de 2020

## Élections législatives

### Modalités de candidature
Pour se présenter aux élections législatives ghanéennes, le candidat doit remplir les conditions fixées par l'article 94 de la Constitution du Ghana :
- avoir la citoyenneté ghanéenne,
- être âgé de 21 ans ou plus au moment de l'élection,
- être résident de la circonscription dans laquelle le candidat se présente, ou y avoir résidé pendant 5 ans durant les 10 années précédant l'élection, ou être originaire de la circonscription,
- avoir correctement payé ses impôts,
- ne pas être inéligible en raison des diverses raisons de disqualification citées dans l'article 94 (criminel, trahison, inapte à être élu...).

### Modalités de scrutin
D'après la Representation of the People Law (loi de représentation du peuple) de 1992, les membres du Parlement du Ghana, au nombre de 275, sont élus au scrutin uninominal majoritaire à un tour. L'élection se tient dans chacune des circonscriptions législatives du pays. Le candidat ayant recueilli le plus de votes lors de l'unique tour est élu au parlement. S'il n'y a qu'un seul candidat, alors il n'y a pas d'élection et le candidat est directement déclaré élu. Les élections se tiennent tous les 4 ans.

### Historique
- Élections législatives ghanéennes de 1925
- Élections législatives ghanéennes de 1939
- Élections législatives ghanéennes de 1946
- Élections législatives ghanéennes de 1951
- Élections législatives ghanéennes de 1954
- Élections législatives ghanéennes de 1956
- Élections législatives ghanéennes de 1965
- Élections législatives ghanéennes de 1969
- Élections législatives ghanéennes de 1979
- Élections législatives ghanéennes de 1992
- Élections législatives ghanéennes de 1996
- Élections législatives ghanéennes de 2000
- Élections législatives ghanéennes de 2004
- Élections législatives ghanéennes de 2008
- Élections législatives ghanéennes de 2012
- Élections législatives ghanéennes de 2016
- Élections législatives ghanéennes de 2020

## Élections locales

### Modalités de candidature
Les candidats aux conseils locaux doivent satisfaire certaines exigences :
- avoir la citoyenneté ghanéenne,
- être âgé de 18 ans ou plus au moment de l'élection,
- être résident du district dans lequel le candidat se présente,
- avoir correctement payé ses impôts,
- ne pas être inéligible en raison des diverses raisons de disqualification (criminel, trahison, inapte à être élu...).

### Modalités de scrutin
D'après l'article 246 de la Constitution ghanéenne, les élections locales (ou élections municipales) se tiennent tous les 4 ans. En réalité, les élections locales se tiennent à trois niveaux : métropole, municipal, district. Des conseils sont alors élus pour chaque structure au scrutin uninominal majoritaire à un tour. Les élections doivent être tenues au minimum 6 mois après une élection à l'échelle nationale. 

### Historique
- Élections locales ghanéennes de 2019

## Référendums

### Modalités
La Constitution ghanéenne prévoit dans son article 5 qu'un référendum doit être tenu en cas de modification des régions du Ghana (création, fusion...). De plus, l'article 290 de la Constitution prévoit également une procédure d'amendement de la Constitution qui peut comprendre l'organisation d'un référendum.  

### Historique
- Référendum sur le statut du Togoland britannique de 1956
- Référendum constitutionnel ghanéen de 1960
- Référendum constitutionnel ghanéen de 1964
- Référendum ghanéen de 1978
- Référendum constitutionnel ghanéen de 1992
- Référendum pour la création de nouvelles régions au Ghana de 2018
- Projet de référendum constitutionnel ghanéen